# 阿尔韦托·卡内罗
阿尔韦托·卡内罗·费尔南德斯（西班牙語：Alberto Carnero Fernández，1962年12月31日—）是西班牙外交官。

## 经历
1962年出生于马德里，1986年本科毕业于马德里康普顿斯大学法律系，1987年毕业于马德里外交学院国际关系研究，1988年3月进入外交部工作，先后被分配到利比里亚（蒙羅維亞）、菲律宾（马尼拉）和德意志联邦共和国（波恩）的西班牙外交使馆工作。2000年至2002年担任外交部伊比利亚 - 美洲外交政策部主任。2002年至2004年担任首相府国际和安全事务部负责人。

### 外交大使
2013年5月17日至2017年7月21日，担任西班牙驻奥地利特命全权大使。2017年10月13日至2018年9月7日担任西班牙驻华特命全权大使。

#### 奥地利
2013年，玻利维亚总统埃沃·莫拉莱斯专机在从俄罗斯回国途中被怀疑载有斯诺登，而被西班牙在内的多国拒入领空，最终迫降維也納國際機場。卡内罗在事发后匆忙赶往现场，表示有兴趣在专机上与莫拉莱斯一起喝杯咖啡。

#### 中国
2018年5月作为外国驻华使节团的代表前往江西省访问，受到省委书记、省长刘奇的接见。
2018年5月30日上午专程前往山东省章丘出席“山东伊莱特大锻件项目暨全球首台轧制直径16米、高度3米超级碾环机投产”开幕仪式。